# Joe English
Joe English, ameriški bobnar in vokalist, * 7. februar 1949, Rochester, New York, Združene države Amerike.
Joe English je ameriški glasbenik, bobnar, vokalist in skladatelj, ki je med drugim igral bobne v McCartneyjevi skupini Wings in v rock skupini Sea Level.

## Biografija
Kot prebivalec Rochestra je bil English član skupine »Jam Factory«, ki je imela sedež v mestu Syracuse, kasneje pa se je skupina preoblikovala v skupino »Tall Dogs Orchestra«. Ko je kasneje iskal priložnost, da bi lahko pokazal svoj talent, se je v začetku leta 1975 prijavil na avdicijo za bobnarja. Avdicija je potekala v kleti stare stavbe, kjer se je na svoje presenečenje srečal s Paulom McCartneyjem. Avdicija je bila za bobnarja v skupini Wings in English je avdicijo opravil in postal član skupine. Njegov prvi album s skupino je bil Venus and Mars, na naslednjem albumu Wings at the Speed of Sound pa je pri skladbi »Must Do Something About It« pel glavni vokal. Nato je s skupino odšel na turnejo »Wings Over the World tour«.
Septembra 1977 je Englisha med snemanjem albuma London Town zgrabilo domotožje in se je vrnil v Macon, v Georgio, kjer je začel igrati pri glasbeni skupini Chucka Leavella, Sea Level. Tako se je končalo Englishevo obdobje sodelovanja z McCartneyjem in skupino Wings.
Po svojem spreobrnjenju v krščanstvo je English ustanovil svojo skupino »Joe English Band«, kjer je bil glavni vokalist in bobnar. Skupina je potovala po svetu in igrala s številnimi krščanskimi glasbenimi skupinami: DeGarmo & Key, Mylon LeFevre in Servant. Joe English Band je izdal album AKA Forerunner. Pri skupini je sodeloval tudi John Lawry, ki je zapustil skupino Petra leta 1984. Leta 1986 je English igral v skupini Pieces of Eight. Konec 80. let dvajsetega stoletja se je English pridružil Randyju Stonehillu, Philu Keaggyju, Ricku Cuaju in ostalim v skupini Compassion All Star Band. Leta 1988 je skupina posnela album v živo One by One.
English je bil pristaš bobnarske tehnike »open handed«, saj je igral mali boben z desno roko, hi-hat in ride činelo pa z levo roko. Od konca 90. let dvajsetega stoletja pa zaradi zdravstvenih težav z gležnji.
Od leta 2008 živi English v Spindalu, Severna Karolina, je član organizacije Word of Faith Fellowship in ni več dejaven v glasbeni industriji.

## Diskografija
Wings
- Venus and Mars (1975)
- Wings at the Speed of Sound (1976)
- Wings over America (1976)
- London Town (1978)

Kingfish
- Trident (1978)

Sea Level
- On the Edge (1978)
- Long Walk on a Short Pier (1979)
- Ball Room (1980)
- Best of Sea Level (1997)

Joe English Band
- Lights in the World (1980)
- Held Accountable (1982)
- Press On (1983)
- Live (1984)
- What You Need (1985)
- The Best Is Yet to Come (1985)
- Back to Basics: English 101 (1988)
- Lights in the World / Held Accountable (1991)

Compassion All Star Band
- One by One (1988)